# Крыжановский, Савва Поликарпович
Савва Поликарпович Крыжановский (1914—1970) — Гвардии младший лейтенант Рабоче-крестьянской Красной Армии, участник Великой Отечественной войны, Герой Советского Союза (1944).

## Биография
Родился 25 августа 1914 года в селе Долгая Пристань (ныне — Первомайский район Николаевской области Украины). Окончил шесть классов школы. В 1936—1938 годах служил в Рабоче-крестьянской Красной Армии. В ноябре 1941 года повторно был призван в армию. С декабря 1942 года — на фронтах Великой Отечественной войны. Принимал участие в боях на Южном, Воронежском и 1-м Украинском фронтах. К октябрю 1943 года гвардии сержант Савва Крыжановский командовал отделением автоматчиков 2-й гвардейской мотострелковой бригады 3-го гвардейского танкового корпуса 38-й армии Воронежского фронта. Отличился во время битвы за Днепр.
18 октября 1943 года, действуя во вражеском тылу вместе с двумя товарищами, устроил засаду и уничтожил 8 вражеских солдат и ещё 7 взял в плен, а также взорвал две автомашины, ещё одну захватил. 19 октября в бою лично уничтожил немецкие танк и БТР, а также 6 солдат и офицеров противника. Всего же к 30 октября 1943 года на его боевом счету числилось 4 танка, 3 БТР, 6 автомашин, 3 пулемёта, 96 солдат и 5 офицеров противника.
Указом Президиума Верховного Совета СССР «О присвоении звания Героя Советского Союза генералам, офицерскому, сержантскому и рядовому составу Красной Армии» от 10 января 1944 года за «образцовое выполнение боевых заданий командования на фронте борьбы с немецко-фашистскими захватчиками и проявленные при этом отвагу и геройство» был удостоен высокого звания Героя Советского Союза с вручением ордена Ленина и медали «Золотая Звезда».
5 июля 1944 года был тяжело ранен и на фронт больше не вернулся. В 1945 году окончил курсы младших лейтенантов. В августе того же года в звании младшего лейтенанта он был уволен в запас. Проживал в городе Первомайске Николаевской области Украинской ССР, работал инспектором Управления рынков. Скончался 10 сентября 1970 года, похоронен в Первомайске.
Был также награждён орденами Отечественной войны 1-й степени и Красной Звезды, рядом медалей.